# Fenella (chi ốc biển)
Finella là một chi ốc biển nhỏ, là động vật thân mềm chân bụng sống ở biển trong họ Scaliolidae.

## Các loài
Các loài trong chu Fenella gồm có:
- Fenella geayi Lamy, 1910[3]

Các loài được đưa vào đồng nghĩa
- Fenella cerithina Philippi, 1849[4]: đồng nghĩa của Cerithidium cerithinum (Philippi, 1849)
- Fenella crystallina Carpenter, 1864: đồng nghĩa của Opalia crystallina (Carpenter, 1864)
- Fenella elongata Watson, 1881: đồng nghĩa của Papuliscala elongata (Watson, 1881)
- Fenella virgata Philippi, 1849[5]: đồng nghĩa của Gibborissoa virgata (Philippi, 1849)